# Hybosida scabra
Hybosida scabra là một loài nhện trong họ Palpimanidae. Loài này được phát hiện ở het oosten van Afrika.